# Ronald Green
Ronald Green (ur. 1940), dominicki polityk, minister edukacji, sportu i młodzieży w latach 1995-2000. Przewodniczący Zjednoczonej Partii Pracujących (UWP, United Workers' Party) i lider opozycji od 2008.

## Życiorys
Ronald Green urodził się w Roseau w znanej dominickiej rodzinie. W wieku 11 lat opuścił wyspę i udał się wraz z rodzicami do Nowego Jorku. Ukończył tam City College of New York, na którym zdobył dyplom licencjata z dziedziny edukacji fizycznej i zdrowotnej. Następnie ukończył studia magisterskie z dziedziny edukacji na Manhattan College. W trakcie i zaraz po ukończeniu studiów spędził 6 lat jako nauczyciel w Afryce. Najpierw jako wolontariusz amerykańskiego Korpusu Pokoju w Teachers College w Nigerii, a następnie jako wykładowca na Uniwersytecie Makerere w Kampali w Ugandzie. W późniejszym czasie Green rozpoczął studia doktorskie na Columbia University w USA.
W 1974, po 20 latach, wrócił do Roseau, a w 1978 przeprowadził się do La Plaine i zamieszkał w posiadłości swojego dziadka. Wstąpił do lewicowej partii Ruch na rzecz Nowej Dominiki (MND, Movement for a New Dominica). W 1980 został wybrany w skład Rady La Plaine Village i zasiadał w niej przez 16 lat. W wyborach generalnych w 1980 bez powodzenia startował z ramienia koalicji Dominica Liberation Movement. 
Angażował się w działalność różnych organizacji pozarządowych. Był członkiem NANGO (National Association of NGOs), SPAT (Small Projects Assistance Team), współpracował z Dominicką Radą Chrześcijańską oraz organizacjami sportowymi. 
W 1995 dostał się do parlamentu z ramienia Zjednoczonej Partii Pracujących (UWP), reprezentując okręg La Plaine. W 2000 oraz 2005 odnawiał mandat deputowanego. W latach 1995–2000 zajmował stanowisko ministra edukacji, sportu i młodzieży w rządzie premiera Edisona Jamesa. W 2006 został wiceprzewodniczącym UWP. 
Pod koniec lipca 2008, po rezygnacji Earla Williamsa z funkcji lidera partii i opozycji z powodu oskarżeń o nieprawidłowości finansowe w trakcie jego pracy jako prawnika, Green objął stanowisko przewodniczącego Zjednoczonej Partii Pracujących. 8 sierpnia 2008 został oficjalnie zaprzysiężony na stanowisku lidera opozycji.
Ronald Green jest żonaty z Jocelyn Austrie Green, z zawodu pielęgniarką. Ma dwie córki: Malaikę oraz Josinę.